# Zimogen
Un zimogen o proenzim és un precursor enzimàtic inactiu en què són sintetitzats una part important d'enzims. Es tracta d'una molècula que necessita ser activada per a convertir-se en un enzim actiu que pugui intervenir en reaccions de l'organisme, augmentant la velocitat de reacció.

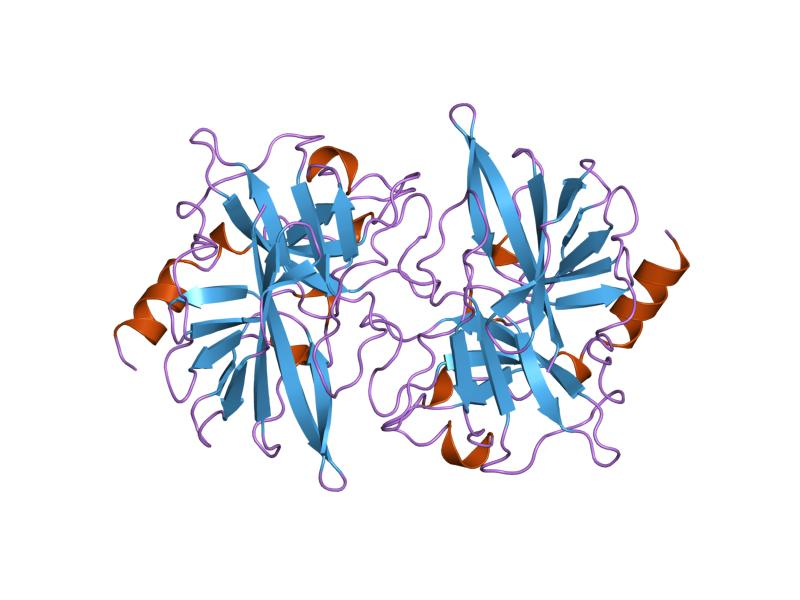
Zimogen E

## Reaccions d'activació
Aquest terme fa referència als processos d'activació a què han de ser sotmesos els diferents zimògens de l'organisme per tal de convertir-se en enzims actius.
La reacció d'activació de zimògens requereix el trencament catalític d'un o més enllaços peptídics per proteòlisi limitada. Aquest procés és una reacció exergònica en condicions fisiològiques normals i té un caràcter irreversible, no existint reaccions oposades que regenerin el mateix enllaç peptídic hidrolitzat o que reinsereixi el pèptid alliberat corresponent. En aquest sentit, l'activació de zimògens és un mecanisme de control de l'organisme que difereix, essencialment, en les transicions al·lostèriques que s'hi produeixen i de les modificacions covalents reversibles que es donen.
D'aquesta manera, quan al zimogen se li separa una part de la seva estructura (un nombre variable d'aminoàcids), es forma un lloc catalític o centre actiu i pot actuar sobresubstrats específics. Així, i atès que aquests canvis es poden produir per modificacions en la seva configuració espacial, els zimògens també es poden activar químicament per canvis en el pH o per acció de certs enzims proteolítics.
Durant la proteòlisi, els zimògens perden un o diversos dels seus pèptids. En la naturalesa es tendeix a minimitzar la pèrdua de grans regions proteiques que són de síntesi costosa. Tot i així, en alguna ocasió, els pèptids o fragments d'activació eliminats poden superar, en la seva mida, a la mateixa proteïna activa. Un exemple d'aquest procés és l'activació del plasminogen, proteïna sanguínia que perd 560 aminoàcids dels seus 791 inicials.
En alguns casos, el procés d'activació consta d'una sola reacció; en altres situacions, en canvi el procés implica una sèrie de reaccions consecutives o en cascada, que serveixen per amplificar un estímul i obtenir una major resposta fisiològica. D'aquesta manera, en forma de cascada d'activació, que és un fenomen característic dels sistemes regulats per proteòlisi limitada, diversos precursors inactius de les proteases s'activen consecutivament i de forma específica, multiplicant així l'acció inicial d'un nombre limitat de molècules.
Un exemple d'aquesta cascada de senyals és l'activació de quimotripsinogen. La formació de l'estructura final de la quimotripsina té lloc en una sèrie d'etapes: en la primera etapa, la tripsina trenca l'enllaç entre els residus d'arginina 15 i d'isoleucina 16, donant com a resultat una forma activa de la quimotripsina anomenada π-quimotripsina. A continuació, uns trencaments proteolítics autocatalitzats per la quimotripsina condueixen a la formació de la Ϩ-quimotripsina, que pateix certs canvis conformacionals successius, donant lloc primer a К-quimotripsina i en segon lloc a α-quimotripsina, forma activa final de l'enzim.

## Processos autocatalítics
L'activació de zimògens per trencament proteolítica d'un o diversos enllaços peptídics és un procés enzimàtic que requereix la presència d'un enzim que l'activi. Generalment, l'enzim activant és diferent de l'enzim actiu resultant de l'activació, donant lloc a un procés d'activació intermolecular sobre el precursor o zimogen. Es poden donar casos d'activació recíproca, com passa quan la calicreïna activa el factor XII, acoblat a l'activació de precalicreïna pel factor XIIa.
En aquells casos en els quals l'enzim activant coincideix amb l'activat el procés d'activació del zimogen és autocatalític. Per exemple:
Tripsinogen + tripsina ---- 2 tripsina + pèptid
En aquestes reaccions, el mateix enzim actiu pot actuar en una reacció d'autocatàlisi sobre el seu precursor o zimogen. Tot i així, en altres casos els zimògens mostren baixos nivells de capacitat proteolítica que pot contribuir a l'activació d'altres molècules diferents del mateix zimogen. El procés d'autoactivació que acabem de descriure té un caràcter intermolecular. Encara que l'eficàcia catalítica de l'autoactivació és baixa, la naturalesa exponencial de l'autocatàlisi afavoreix que pugui arribar a representar un factor important en els processos d'activació dels diferents zimògens.

## Importància exemplificada dels zimògens en l'organisme

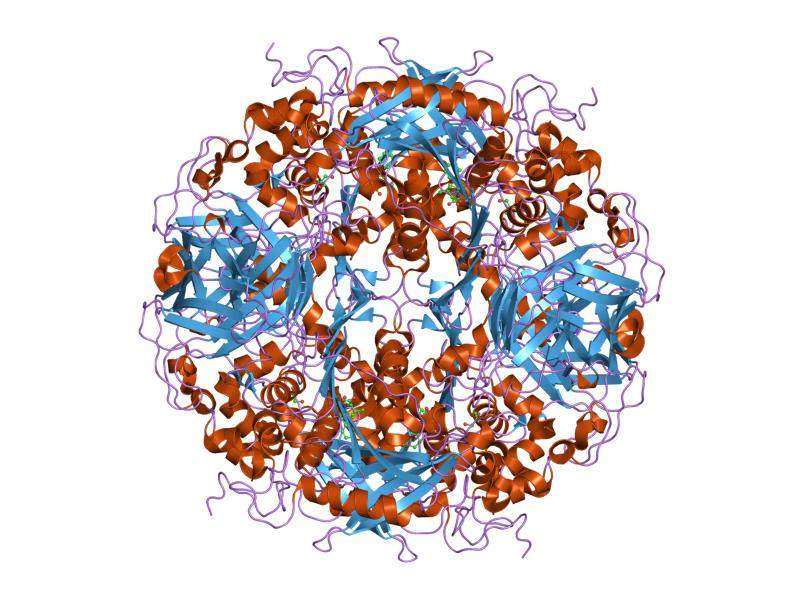
Estructura tridimensional d'una hidrolasa ácida

### En els lisosomes
Els zimògens tenen un paper important en els lisosomes. Encara que la digestió sol començar en els endosomes primerencs, moltes hidrolases àcides són sintetitzades i transportades com a proenzims, que contenen dominis extra inhibidors en els seus N-terminals que contenen la hidrolasa inactiva fins que aquests dominis són proteolíticament degradats. Les hidrolases són activades quan els lisosomes tardans passen a ser endolisosomes com a resultat de la fusió amb lisosomes preexistents, que contenen un complement complet d'hidrolases actives que digereixen els dominis inhibidors dels nous enzims sintetitzats. A més, el pH dels endosomes primerencs no és prou baix per a activar les hidrolases lisosomals òptimament. D'aquesta manera, les cèl·lules poden retornar la majoria de proteïnes de membrana dels endosomes primerencs i reciclar-les a la membrana plasmàtica.

### Zimògens de proteases reguladores
Un altre exemple el constitueixen els canvis estructurals dels zimògens de proteases reguladores implicades en la transformació proteolítica de l'Acetilcolinesterasa, enzim que hidrolitza l'acetilcolina després que aquesta hagi realitzat la seva acció neurotransmissora. L'acetilcolinesterasa pateix una proteòlisi limitada que l'escindeix en dos fragments amb activitat tripsina i carbopeptidasa, respectivament. Fins ara, no es coneix la funció de les proteases generades, tot i que s'ha suggerit la seva participació en processos de proliferació i creixement neuronal.

### En la coagulació de la sang
La coagulació de la sang també requereix una sèrie d'activacions proteolítiques en les quals intervenen diversos tipus de proteïnes, en especial les conversions de protrombina en trombina i de fibrinogen en fibrina. La coagulació de la sang és un procés complex en què l'activació de zimògens desenvolupa un paper crucial. Així, la fibrinòlisi, un mecanisme complex d'activació de zimògens, és el mecanisme compensatori de la coagulació sanguínia. En el darrer pas de la formació de coàguls, que és millor caracteritzat, la proteïna] soluble fibrinogen es converteix en la proteïna insoluble fibrina com a resultat de la hidròlisi de quatre enllaços peptídics. Aquest trencament és resultat de l'acció de la trombina, que a la vegada es produeix a partir d'un zimogen anomenat protrombina. La conversió de protrombina en trombina requereix l'ió calci a més de tot un conjunt de proteïnes anomenades factors de coagulació.
La protrombina és capaç d'unir-se al calci, i aquesta unió ancora el zimogen a les membranes fosfolipídiques de les plaquetes sanguínies que es formen quan es produeix una ferida. La unió de la protrombina a la superfície dels fosfolípids és crítica, perquè atraca molt la protrombina a dues proteïnes que catalitzen la seva conversió en trombina. L'activació proteolítica de la protrombina elimina el domini d'unió al calci alliberant la trombina de la membrana, de manera que ara ja pot escindir el fibrinogen i altres proteïnes diana.

Camí del sistema del complement

### En el sistema immunitari
Els zimògens intervenen també en el sistema immunitari; l'anomenat sistema del complement és un complex grup d'enzims del sèrum sanguini que en situacions fisiològiques normals col·laboren amb els anticossos i altres factors i intervenen d'una manera destacada com a mediador de reaccions tant immunes com al·lèrgiques.
Les reaccions en les quals participa el complement es produeixen en el sèrum sanguini o en altres líquids corporals, raó per la qual se les considera reaccionshumorals. Hi ha 11 proteïnes en el sistema del complement, i es designen mitjançant la lletra C i un nombre: C1, C2,C3 i així successivament fins a C9. La proteïna C1 és en realitat un conjunt de subunitats designades per C1q, C1r i C1s. En el sistema del complement la cascada consecutiva d'activació de zimògens produeix citòlisi de cèl·lules bacterianes i tumorals.

### Altres processos biològics
Altres processos biològics on també està implicada l'activació de zimògens són: la conversió de proinsulina en insulina i la de protirosinasa en tirosinasa. L'activació de zimògens presenta també aplicacions en la teràpia farmacològica, així per exemple, l'administració d'activador tisular de plasminogen (t-PA) a un malalt després de la formació d'un trombe sanguini en una artèria coronària augmenta la probabilitat de sobreviure a un atac cardíac.
L'existència de zimògens evita que [enzims] potencialment perjudicials per a la majoria dels components cel·lulars es trobin actius dins de la cèl·lula, ja que només són activades en llocs específics, com el tracte gastrointestinal, on, per raons d'índole estructural, no poden causar danys irreparables.

## Efectes de l'alcohol en els zimògens pancreàtics
El consum prolongat d'alcohol pot conduir a una activació prematura dels enzims digestius en la cèl·lula acinar, incrementant la fragilitat dels grànuls de zimogen. A més, l'alcohol incrementa la fragilitat del lisosoma que actuen com a orgànuls de zimogen i segresten enzims lisosomals dins les cèl·lules acinars. L'enzim lisosomal catepsina-B és capaç d'activar el tripsinogen i dur-lo cap a la tripsina.
La fragilitat lisosomal depèn, en aparença, de dos components que s'acumulen durant la ingesta prolongada l'alcohol: els ésters d'alcohol i els ésters etílics d'àcids grassos.
El mecanisme pel qual s'explica la fragilitat en els orgànuls de zimogen, induïda per l'alcohol es desconeix. Una possibilitat és una reducció del contingut de GP2 en els grànuls de zimogen, induïda per alcohol, recentment demostrada en rates (Apte i col.).